# 仁德 (大字)
仁德，原稱為塗庫，是臺灣臺南市仁德區的一個傳統地域名稱，也是全區行政中心所在地，位於該區中部偏東北，其北半部向東延伸至邊界。相較於今日行政區，其範圍大致包括仁德里東部、仁義里不含南部中段。
本地區境內主要聚落為塗庫（仁德）、羗市街、鐘厝、林仔頂、番仔車路、崙仔尾，設有仁德國小。

## 歷史
台灣日治初期，仁德地區為一街庄，稱為「塗庫庄」（舊制街庄），隸屬於仁德北里。該庄昔日北與一甲庄為鄰，東與歸仁南庄為鄰，東南邊及南邊為新佃庄，西邊為崁腳庄。
1901年（日治明治三十四年）11月11日，全台廢縣廳改設二十廳，該庄隸屬於臺南廳。1904年（明治三十七年）3月31日，該庄編入「仁德區」，隸屬於臺南廳。1909年（明治四十二年）10月25日，全台合併二十廳為十二廳，仁德區仍隸屬於臺南廳。1920年（大正九年）10月1日，全台地方制度大改正，廢十二廳改設五州二廳，該庄改制並改名為「仁德」大字，隸屬於臺南州新豐郡仁德庄（新制街庄）。
戰後仁德庄改制為仁德鄉，隸屬於臺南縣，大字亦改制為村。1950年（民國39年）10月25日，雲、嘉、南分治，仁德鄉仍隸屬於臺南縣。2010年（民國99年）12月25日，臺南縣、市合併為直轄臺南市，仁德鄉改制為仁德區，村亦改制為里。

## 聚落
本地區發展較早的聚落為塗庫（仁德）、羗市街、鐘厝、林仔頂、番仔車路、崙仔尾，在日治初期的官方地圖上已有記載。

## 交通
國道1號又稱「中山高速公路」，是貫穿台灣西部的兩條縱向高速公路之一，經過本地區西部邊界地帶，並在市道182號交會處設有台南交流道。由此可快速前往國道1號沿線各地。
市道177號是蔦松至二行的道路，經過本地區羗市街、塗庫（仁德）、崙仔尾等聚落。由該道路北行可前往永康區，並止於蔦松地區的省道台1線路口；南行可前往仁德區南部，並止於車路墘地區的省道台1線路口。
市道182號是台南至七星洋的道路，經過本地區北部的羗市街、鐘厝、林仔頂、番仔車路等聚落。由該道路西行經國道1號台南交流道後，可前往東區、中西區，並止該區西側邊界處的省道台17線路口；東行可前往歸仁區、關廟區、龍崎區、高雄市內門區等地。
區道南154線是崙仔尾至歸仁的道路，其西側端點（起點）位於本地區南部、崙仔尾聚落南側的市道177號路口。

## 學校
- 仁德國小

## 公務機關
- 仁德區公所
- 臺南市仁德戶政事務所
- 臺南市政府警察局歸仁分局仁德分駐所
- 臺南市政府消防局第五大隊仁德消防分隊